# 节花蚬木
节花蚬木（学名：Excentrodendron tonkinense）为锦葵科蚬木属的植物。分布在越南以及中国大陆的广西等地，一般生于石灰的常绿林中，目前尚未由人工引种栽培。